# Volume I (Fabrizio De André)
 (mai 2023).
Si vous disposez d'ouvrages ou d'articles de référence ou si vous connaissez des sites web de qualité traitant du thème abordé ici, merci de compléter l'article en donnant les références utiles à sa vérifiabilité et en les liant à la section « Notes et références ».
Albums de Fabrizio De André
Tutto Fabrizio De André
(1966) Tutti morimmo a stento
(1968)
Volume I est le second album du chanteur italien Fabrizio De André, paru en 1967 chez la maison de disques Bluebell Records.

## Titres de l'album
Toutes les chansons sont de Fabrizio De André sauf mention :
| No  | Titre                                              | Auteur                     | Durée |
| --- | -------------------------------------------------- | -------------------------- | ----- |
| 1.  | Preghiera in gennaio                               |                            | 3:28  |
| 2.  | Marcia nuziale                                     | De André, Georges Brassens | 3:10  |
| 3.  | Spiritual                                          |                            | 2:34  |
| 4.  | Si chiamava Gesù                                   |                            | 3:09  |
| 5.  | La canzone di Barbara                              |                            | 2:17  |
| 6.  | Via del Campo                                      | De André, Enzo Jannacci    | 2:31  |
| 7.  | Caro Amore                                         | De André, Joaquín Rodrigo  | 3:57  |
| 8.  | Bocca di Rosa                                      |                            | 3:05  |
| 9.  | La Morte                                           | De André, Georges Brassens | 2:22  |
| 10. | Carlo Martello ritorna dalla battaglia di Poitiers | De André, Paolo Villaggio  | 5:21  |